# Tweetaktmotor

Animatie van tweetaktmotor

Een tweetaktmotor of tweeslagmotor is een zuigermotor of verbrandingsmotor die arbeid levert bij elke neergaande beweging van de zuigers in de cilinders. Dit in tegenstelling tot een viertaktmotor, waarvan de zuigers arbeid leveren bij elke tweede neergaande beweging.

## Algemeen principe
Ruwweg kan een tweetaktmotor met een viertaktmotor vergeleken worden, met dit verschil dat wat bij een viertaktmotor gescheiden is in de tijd, bij een tweetaktmotor gescheiden is in de ruimte. Bij een benzinemodel neemt het carter gedurende de helft van de tijd de rol over van de cilinderruimte.
Dit geeft direct het nadeel van dit type motor weer: het carter kan niet gebruikt worden voor de smering. Men heeft andere smering nodig, onder andere mengsmering (mengen van brandstof met olie). Het voordeel van de tweetaktmotor is dat in dezelfde tijd meer arbeid verricht wordt. Het vermogen is voor dezelfde massa ook groter, of anders uitgedrukt (meestal belangrijker) een tweetaktmotor kan bij een kleinere massa hetzelfde vermogen leveren als een viertaktmotor. Bij een dieseltype is dit echter niet het geval. Daarvoor is een zogenoemde aanwaarer nodig (wat een turbo kan zijn bij stationair gebruik).

## Toepassingen
Tweetaktmotoren op benzine worden veel toegepast in machines waar het voordeel van gewichtsbesparing opweegt tegen het nadeel van het hogere brandstofverbruik, bijvoorbeeld bosmaaiers, grasmaaiers, motorkettingzagen, buitenboordmotoren of waar men beperkt is in de cilinderinhoud en toch een zo hoog mogelijk vermogen belangrijk is, zoals bij bromfietsen, karts, cross- en racemotorfietsen. Maar ook indien eenvoudiger onderhoud gewenst is. Soms is het voordelig dat tweetaktmotoren in alle standen kunnen werken, ook op zijn kop. Bij genoemde toepassingen wordt wat smeerolie door de brandstof gemengd (mengsmering), omdat de inwendige delen van de motor niet over een eigen smeerolietoevoer beschikken.
De meeste grote dieselmotoren die worden gebruikt voor aandrijving van zeeschepen werken eveneens volgens het tweetaktprincipe. Dit type motor wordt ook toegepast in o.a. aggregaten, dieselhydraulische en dieselelektrische locomotieven en is in de Verenigde Staten populair voor de aandrijving van vrachtauto's.
Tegenwoordig hebben bijna alle auto's geen tweetakt- maar een viertaktmotor.
Sinds 1 januari 2018 moeten alle nieuwe brom- en snorfietsen aan de Euro 4 emissie-eisen voldoen. Naar huidig inzicht betekent dit het einde van de verkoop van tweetaktvoertuigen (behoudens een restantvoorraadregeling), aangezien het erg duur is voor fabrikanten om deze aan de nieuwe emissie-eisen te laten voldoen.

## Tweetaktbenzinemotor

### Werking
De werking van een tweetaktmotor berust op hetzelfde principe als de viertaktmotor, maar het proces is anders. In plaats van vier slagen (twee omwentelingen van de krukas), heeft de tweetaktmotor maar twee slagen nodig voor een volledige cyclus, waarin hij hetzelfde doet als de viertaktmotor.
Bij een standaard viertaktmotor wordt in de aanvoerslag een mengsel van benzine en lucht in de cilinder gezogen door de neerwaartse gaande zuiger. In de compressieslag wordt het mengsel samengedrukt door de opwaartse gaande zuiger. Dan is er een ontsteking die voor een verbranding zorgt die de zuiger nogmaals neerwaarts duwt in de arbeidsslag. Tot slot worden in de afvoerslag de uitlaatgassen naar buiten gedreven door de zuiger die wederom opwaarts beweegt.
De tweetaktmotor doorloopt bij iedere omwenteling van de krukas een volledige cyclus met alleen een arbeidsslag en een compressieslag. De meeste tweetaktmotoren hebben geen kleppen maar een uitlaatpoort. Het instromen van de verse lucht geschiedt door middel van spoelpoorten onderaan de cilindervoering die in verbinding staan met het carter. 
De compressieslag begint als de zuiger door het draaiend vliegwiel in de richting van de bougie beweegt. Hierbij vindt in het eerste deel van deze slag nog de spoeling met vers mengsel plaats, totdat de spoelpoorten gesloten zijn op ongeveer één kwart van deze slag. Zodra de uitlaatpoort gesloten is, op ongeveer de helft van deze slag, loopt de compressie sterk op. En kort voor het einde van deze slag is de verbranding gestart door een vonk van de bougie. 
De arbeidsslag volgt op de compressieslag en beweegt zich van de bougie af. De verbranding verhoogt de temperatuur en de druk, en de zuiger wordt weggedrukt. Als de uitlaatpoort opengaat, op ongeveer de helft van arbeidsslag, daalt de druk snel tot gedurende driekwart van deze arbeidsslag. 
Hierna begint de spoeling doordat de carterdruk hoger is dan de resterende cilinderdruk. Het gecomprimeerde mengsel in het carter is tijdens de voorgaande compressieslag door de inlaat aangezogen en tijdens de arbeidsslag vooraf aan de spoeling gecomprimeerd. De spoeling blijft doorgaan tot het eerste kwart van de volgende compressieslag. 

### Eigenschappen
Over het algemeen kunnen tweetaktmotoren met een kleinere cilinderinhoud evenveel vermogen leveren als viertaktmotoren, doordat bij hetzelfde aantal cilinders er twee keer zoveel arbeidsslagen (verbrandingen) plaatsvinden bij een gegeven toerental. Een tweetaktmotor is echter minder efficiënt met brandstof, dus het verbruik is hoger.
De tweetaktmotoren op racemotoren, crossmotoren en brommers zijn zeer hoogtoerig. Zij hebben bovendien een veel kleiner toerenbereik waarbinnen het maximale vermogen wordt ontwikkeld dan een viertaktmotor. Doordat deze powerband zo smal is, is het belangrijk dat de motor binnen dat toerental draait om optimaal te kunnen profiteren van het vermogen. Daardoor vergt een tweetaktmotor nauwkeuriger schakelen.
De uitlaat beïnvloedt voor een groot deel de powerband. Daardoor moet de uitlaat van een tweetaktmotor aan speciale eisen voldoen. Op de meeste moderne tweetaktmotoren zit een expansie-uitlaat. Deze uitlaat genereert drukgolven die voor een overdrukvulling zorgen van de cilinder. De cilinder wordt hiermee in meer mengsel voorzien dan 100% van de zuigerverplaatsing teweeg kan brengen. De werking lijkt op het effect van een (turbo)compressor op een viertaktmotor.
De terugloopuitlaat, die vaak op scooters zit, is ook een expansie-uitlaat en het teruglopen van de demper is er alleen omdat de uitlaat anders te ver zou uitsteken. Het teruglopen zorgt wel voor een vermogensverlies.
Tweetaktmotoren komen op motorfietsen steeds minder voor, omdat ze veel slechter voor het milieu zijn doordat ze olie verstoken. Doordat er doorgaans geen kleppen zijn, kan er ook nog goed brandstofmengsel via de uitlaat weglekken. Zo is in de bekendste motorwegwedstrijdklasse, de MotoGP (MotoGrandPrix) de regel ingevoerd dat een tweetakt maximaal 500 cc cilinderinhoud mag hebben en een viertakt maximaal 990 cc. In 2007 is dit teruggevoerd van 990 cc naar 800 cc motoren. Daarom is er op dit moment geen MotoGP-team meer dat een tweetaktmotor gebruikt, omdat een viertakt 800 cc het wint van een tweetakt 500 cc.
Bij bromfietsen zijn benzine-injectietechnieken in opkomst. Door deze technieken wordt het verbruik van olie ook verminderd; ze worden echter nog niet op grote schaal toegepast op motoren met een grotere cilinderinhoud. Wel wordt er nog wat onderzoek naar gedaan, maar het lijkt er op dat tweetakt in de niet al te verre toekomst onmogelijk zal worden gemaakt door wetgeving en dus zal verdwijnen. Nu al zijn moderne Aprilia RS125-motoren "geknepen" om aan de emissie-eisen te voldoen. In 2001 stopte de productie van RS250-motoren omdat Aprilia geen mogelijkheden meer zag om deze motor aan de emissie-eisen te laten voldoen.
Ook wordt het gewichtsverschil tussen viertakt- en tweetaktmotoren steeds kleiner. Dit is duidelijk te zien in de motorcross-sport waar nog steeds tweetaktmotoren worden gebruikt vanwege het lagere gewicht. Veel rijders stappen over op viertakt omdat het gewichtsverschil steeds kleiner wordt, omdat een viertaktmotor een bredere powerband heeft en vanwege de grotere kracht bij lage toerentallen.

### Kleppen
Kleine tweetaktmotoren hebben doorgaans geen kleppen, maar er bestaan tweetaktmotoren met inlaat reedkleppen of met roterende inlaat.

## Tweetaktdieselmotor

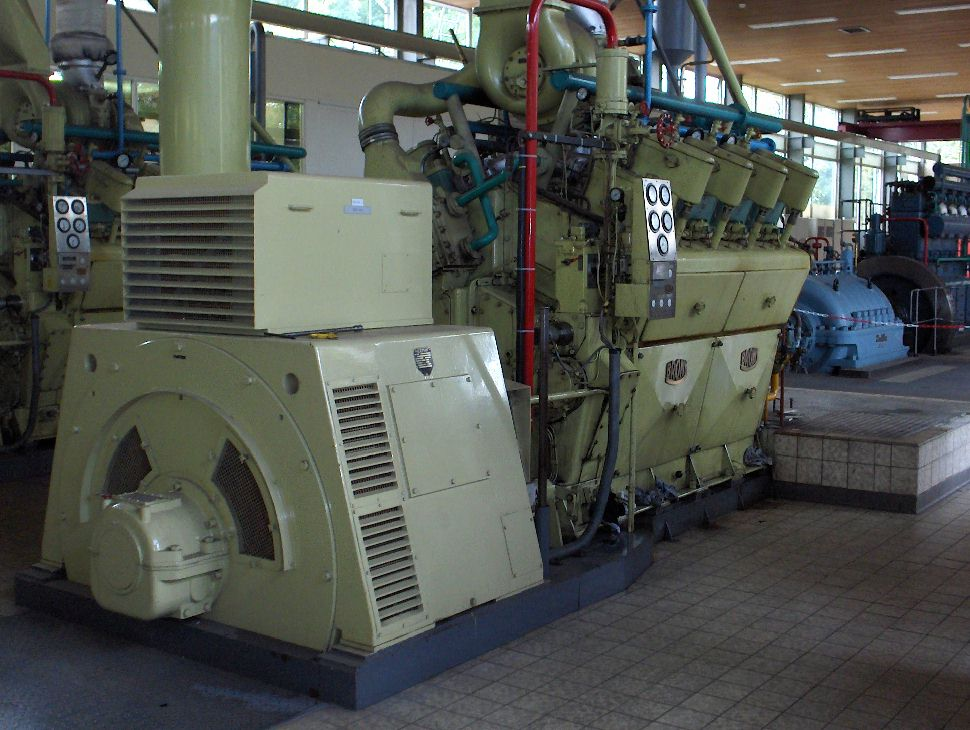
Brons tweetaktdiesel met Heemaf generator

Tweetaktdieselmotoren komen vooral voor in vrachtwagens, schepen, elektriciteitscentrales en diesellocomotieven. Meestal zijn deze motoren op schepen langzaamlopers. Ze zijn krachtig en kunnen het schip snel en goed voortbewegen bij relatief lage toerentallen (95-300 omwentelingen per minuut). Tweetaktmotoren met zware stookolie als brandstof kunnen tot 80 MW (ca. 100.000 pk) aan vermogen leveren.
De brandstoftoediening van een grote tweetaktdieselmotor geschiedt (op oudere modellen) met een hogedruk brandstofpomp die aangedreven wordt door de nokkenas. Maar met de laatste technologieën, zoals common-rail, wordt de brandstof onder constante hoge druk gehouden (tot 1000 à 2000 bar - voor een goede menging met de lucht in de cilinder) en ingespoten door het openen van een hydraulische klep. Zo kan de tijd van inspuiting precies geregeld worden en kan - indien nodig - één of meer cilinders helemaal afgesloten worden van de motor.
De Duitse firma Junkers maakte in de jaren dertig tweetaktdieselmotoren voor gebruik in vliegtuigen; tot in de 21ste eeuw maken deze indruk met hun zeer hoog rendement. Ze hadden  dubbelwerkende cilinders, dat wil zeggen in elke cilinder zaten twee zuigers die in tegenfase bewogen. Dit principe wordt opnieuw toegepast, op kleine schaal weliswaar, in een Engelse motor.